# Liga de Fútbol Profesional Boliviano
Liga de Fútbol Profesional Boliviano este primul eșalon din sistemul competițional fotbalistic din America de Sud.

## Echipele din sezonul 2010
Serie A
- Aurora (Cochabamba)
- Blooming (Santa Cruz de la Sierra)
- San José (Oruro)
- Guabirá (Santa Cruz de la Sierra ,   Montero)
- The Strongest (La Paz)
- Universitario (Sucre)

Serie B
- Bolívar (La Paz)
- Jorge Wilstermann (Cochabamba)
- La Paz F.C. (La Paz)
- Oriente Petrolero (Santa Cruz de la Sierra)
- Real Mamoré (Trinidad)
- Real Potosí (Potosí)

## Lista golgeterilor
Din februarie 2009
| #   | Nume                    | Naționalitate       | Carieră        | Goluri |
| --- | ----------------------- | ------------------- | -------------- | ------ |
| 1.  | Víctor Hugo Antelo      | Bolivia             | 1983 - 2000    | 341    |
| 2.  | Juan Carlos Sánchez     | Argentina · Bolivia | 1979 - 1992    | 263    |
| 3.  | Luis Fernando Salinas   | Bolivia             | 1980 - 1993    | 201    |
| 4.  | Jesús Reynaldo          | Bolivia             | 1977 - 1993    | 196    |
| 5.  | Raúl Horacio Baldessari | Argentina · Bolivia | 1977 - 1989    | 161    |
| 6.  | Limberg Gutiérrez       | Bolivia             | 1997 - prezent | 149    |
| 7.  | Joaquín Botero          | Bolivia             | 1997 - prezent | 144    |
| 8.  | Cristino Jara           | Paraguay            | 1998 - prezent | 141    |
| 9.  | Silvio Edmundo Rojas    | Bolivia             | 1977 - 1992    | 140    |
| 10. | Luis William Ramallo    | Bolivia             | 1982 - 1999    | 138    |
| 11. | Juan Berthy Suárez      | Bolivia             | 1990 - 2000    | 135    |
| 12. | Erwin Romero            | Bolivia             | 1977 - 1992    | 134    |
| 13. | Carlos Fernando Borja   | Bolivia             | 1977 - 1995    | 129    |
| =   | Arturo García           | Bolivia             | 1983 - 1999    | 129    |
| 15. | Jorge Hirano            | Peru                | 1986 - 1992    | 124    |